# Шапел Вивјер
Шапел Вивјер (фр. Chapelle-Viviers) насеље је и општина у западној Француској у региону Поату-Шарант, у департману Вијена која припада префектури Монморијон.
По подацима из 2011. године у општини је живело 480 становника, а густина насељености је износила 33,04 становника/km². Општина се простире на површини од 14,53 km². Налази се на средњој надморској висини од 165 метара (максималној 152 m, а минималној 109 m).

## Демографија
| 1962. | 1968. | 1975. | 1982. | 1990. | 1999. | 2011. |
| ----- | ----- | ----- | ----- | ----- | ----- | ----- |
| 456   | 467   | 403   | 404   | 413   | 408   | 480   |

График промене броја становника у току последњих година